# Feeling My Drip
Feeling My Drip è un singolo del rapper statunitense NLE Choppa, pubblicato il 17 giugno 2018 su etichetta NLE Choppa Entertainment.

## Tracce
1. Feeling My Drip – 2:25